# Atractus bocourti
Atractus bocourti är en ormart som beskrevs av Boulenger 1894. Atractus bocourti ingår i släktet Atractus och familjen snokar. IUCN kategoriserar arten globalt som livskraftig. Inga underarter finns listade.
Arten är känd från norra Peru och Colombia. Honor lägger ägg.